# Geografía de la República Dominicana
La República Dominicana limita al norte con el océano Atlántico a lo largo de 586 km, al sur con el mar Caribe en una distancia de 545 km, al oeste con Haití en 276 km de frontera y al este con el canal de la Mona, separándola de la isla de Puerto Rico. Ocupa el 63 % del terreno de La Española.

## Relieve

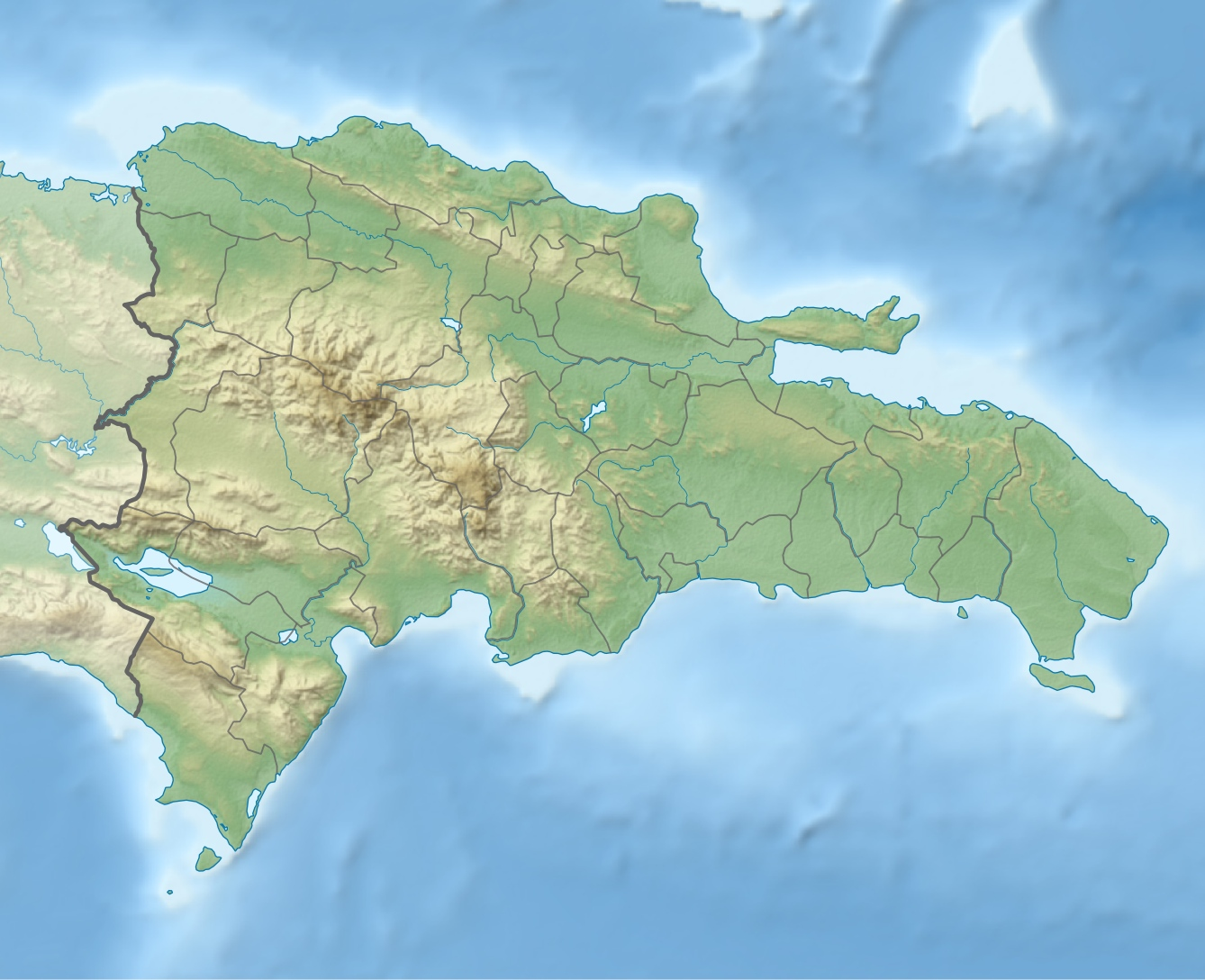
Topografía de la República Dominicana.

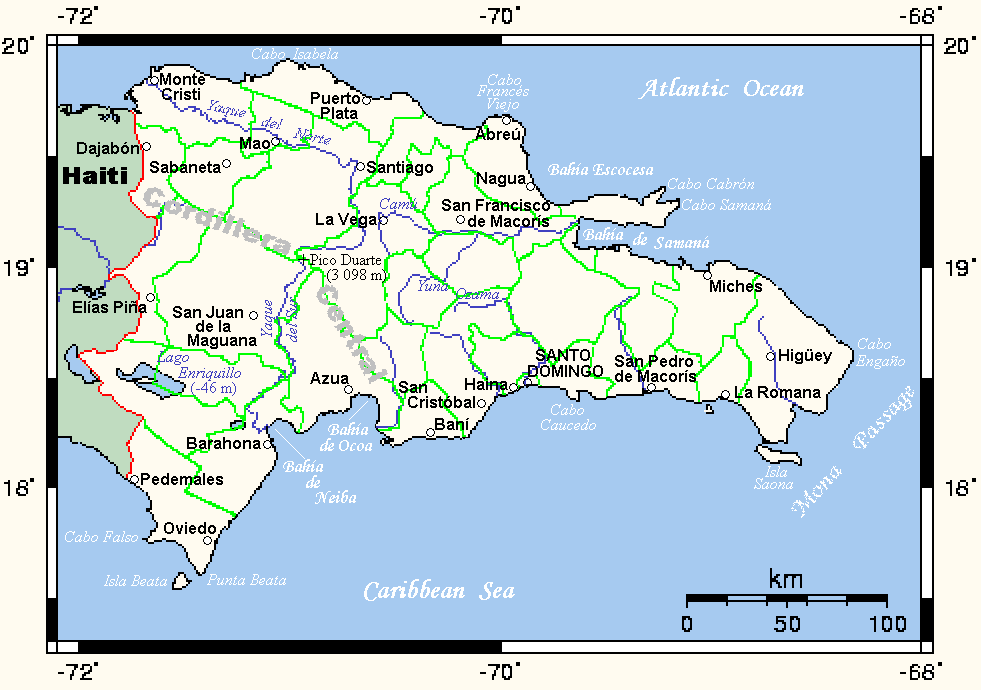
Mapa de la República Dominicana.

El país tiene tres sistemas montañosos principales: la Cordillera Central, atravesando toda la zona central y muere en la parte sur (San Cristóbal). En este sistema montañoso está ubicado el pico más alto de las Antillas, el Pico Duarte (3087&mbps;m de altura); la sierra Septentrional, que corre paralela a la Central separando el Valle del Cibao de la llanura Costera del Atlántico, siendo el pico Diego de Ocampo el más alto de sus elevaciones; y la sierra Oriental, la más corta y la de menor altura de las tres, en la zona levantina de la isla. Otras cadenas montañosas de importancia son las sierras de Bahoruco y de Neiba, en la región suroeste. Se puede decir que la geografía se compone de agrestes montañas y fértiles valles entremezclados. El punto más bajo del país se encuentra en el Lago Enriquillo, a unos 46 m bajo el nivel Del mar.
El país cuenta con abundantes ríos, muchos de ellos navegables, tales como el Soco, el Higuamo, el Romana, el Yaque del Norte, el Yaque del Sur, el Yuna, el Yuma, el Bajabonico y el Ozama (navegable por partes).

### La Unidad Geológica de la República Dominicana
La isla de La Española (República Dominicana), forma parte de una unidad geológica: el arco antillano que parte de América del Norte y llega a la del Sur. Los geólogos admiten que del continente parten tres hileras de montañas, ahora sumergidas.
Estas cruzan por debajo del canal de Yucatán y el Canal del Viento y llegan a Santo Domingo. La primera, parte de la península de Yucatán y alcanza a Cuba. La segunda parte un poco más al sur de Yucatán, o sea de Belice, corre paralela a la isla de Cuba y culmina en la Sierra Maestra. 
La tercera se inicia en Nicaragua, pasa por Jamaica y llega a la isla de La Española. Las tres cadenas de montañas sumergidas que parten de América Central se reducen a dos, para llegar a la isla dominicana. 
Una de esas cadenas emerge al llegar a Haití y penetra por la península de San Nicolás, no continúa hacia el Este franco, sino que tuerce al sudeste y forma nuestra cordillera Central. 
La otra cadena de montañas que viene de América Central pasa por Jamaica y penetra a la isla de Santo Domingo, emerge en la península de Tiburón y culmina en las montañas la Hotte y la Selle, que son las más elevadas montañas de Haití. 
Esta cordillera también se desvía un poco hacia el Sur al llegar a la República Dominicana. Es conocida en el lugar como la Sierra de Bahoruco. Llega hasta la misma costa en la provincia de Barahona. La Sierra de Neiba no parece integrarse con este sistema montañoso que penetra por la península de Tiburón. 
La Sierra de Neiba parece un sistema montañoso más bien aislado. Tiene, sin embargo, ramificaciones que la unen a la Cordillera Central. Estas ramificaciones son visibles más allá del cruce de la carretera de Azua, San Juan de la Maguana y Barahona.

### Cordillera Central

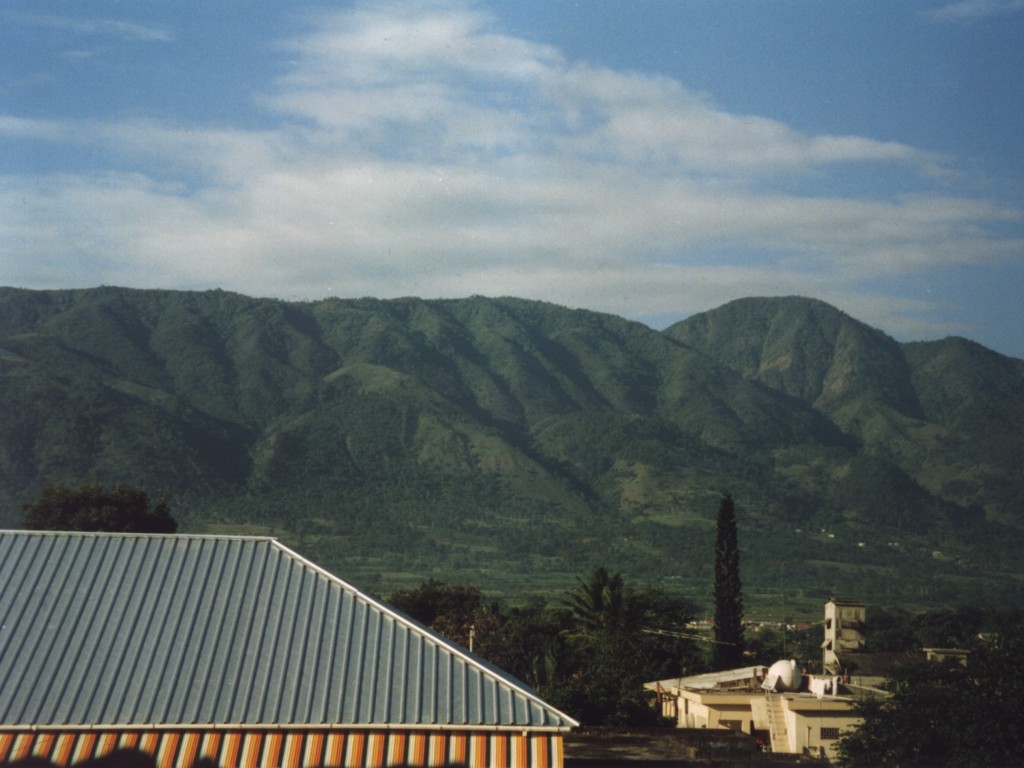
Cordillera Central.

La Cordillera Central es una tierra del periodo Cretáceo. En su origen fue una cadena de volcanes. Esta cordillera se proyecta en el mapa en dirección Noroeste-Sudeste. Partiendo de la Península de San Nicolás, en Haití, se extiende en territorio dominicano desde Restauración y Loma de Cabrera hasta las inmediaciones de Bani y San Cristóbal. 
La Cordillera Central alcanza su culminación en el pico Duarte, con 3087 metros. Le siguen en orden de menor categoría La Pelona, con 3085 m; La Rusilla, con 3029 m; Valle Nuevo (Las Pirámides) 2300 m, Monte Mijo, 2200 m; y Monte Tina, 2059 m. 
Un hecho geográfico bastante desconocido es que el eje principal de la Cordillera Central pasa al Norte de Restauración y Constanza. Estas dos poblaciones, aunque políticamente pertenecen a las provincias del Cibao, geográficamente están ubicadas en la vertiente Sur de la Cordillera Central. 
Respecto a la orientación de la Cordillera Central hay opiniones contradictorias. Para algunos geógrafos esta cordillera se extiende en la dirección este-oeste, desde cabo Engaño hasta la frontera. Para otros, su orientación es Noroeste-Sudoeste, y prefieren llamarla Cordillera Oriental o de El Seibo, al ramal de la Cordillera Central que se extiende hacia el Este.

### Sierra de Yamasá
El ramal de la Cordillera Central que se dirige al Este, no debe ser considerado en toda su extensión como formando parte de la Cordillera Oriental. En la bifurcación hacia el este de la Cordillera Central aparece la Sierra de Yamasá, que culmina en la loma de Siete picos o Siete Cabezas, con 853 m. 
Esta Sierra de Yamasá es, al igual que toda la Cordillera Central, es muy antigua, y se compone de rocas del periodo Cretáceo. Pero debido a las lluvias intensas que caen en esta región montañosa, así como las elevadas temperaturas del trópico, las rocas madres se han desintegrado.

### Sierra de El Seibo - Cordillera Oriental
Así se llama al conjunto de sierras que corren en la dirección Oeste-Este, desde Cotuí hasta más allá de Higüey. En su extremo occidental, o sea, de Cotuí hacia el Este, la Sierra de El Seibo es de topografía cársica, nombre que viene de su parecido con una región oriental del mar Adriático, en Europa. 
Esta región, llamada Los Haitises, es escabrosa y difícil de habitar. En Los Haitises las lluvias son muy abundantes, pero no se observan ríos en la superficie. El drenaje se efectúa en forma subterránea. Las lluvias, al disolver la roca caliza, han realizado un fuerte trabajo de erosión interna. 
Esta región cársica la hemos incluido como formando parte de la Cordillera Oriental. En verdad se diferencian tanto por su edad como topografía. Los Haitises son de formación miocena, mientras que la Sierra de El Seibo o Cordillera Oriental es cretácea. 
En la Sierra de El Seibo hay bastante ocupación humana. Las lluvias son abundantes y el terreno está dedicado a la crianza de ganado vacuno, principalmente en las vertientes Sur y Este. 

### Sierra de Samaná
Casi todas las rocas son metamórficas. El mármol es abundante. Casi toda la península está formada de este mineral, y todo el que se industrializa en el país es extraído de Samaná. 
El relieve de la cordillera no es escarpado. Únicamente hay dos montañas de 500 metros o más; son Loma de Laguna Grande, de 546 m y el Monte Mesa, de 606 metros. Samaná es la tierra dominicana que mayormente ha sufrido los efectos de movimientos sísmicos.

### Cordillera Septentrional

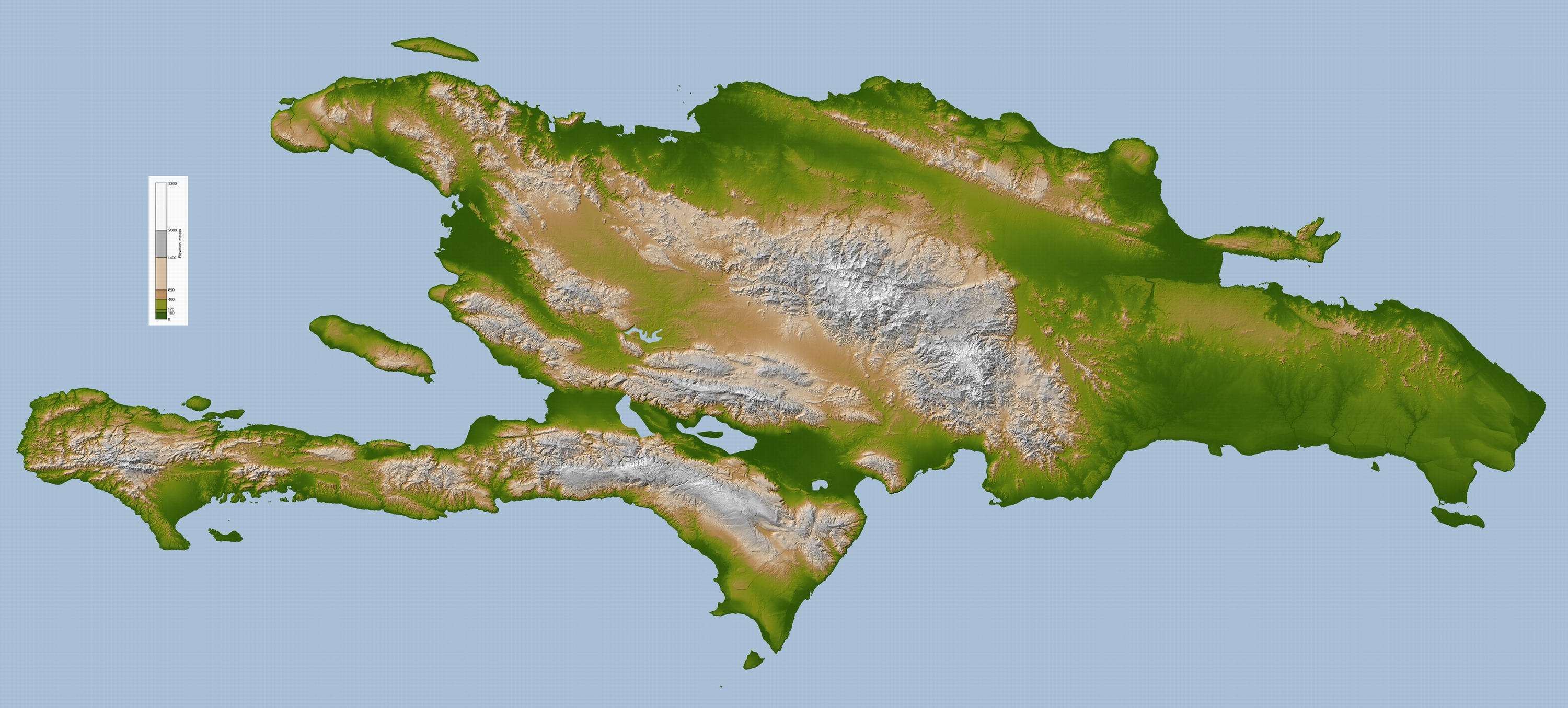
Mapa topográfico de La Española.

Esta cordillera es conocida también como Sierra de Montecristi. Se extiende en dirección Noroeste-Sudeste desde la vecindad de la ciudad de Montecristi hasta un poco más al este de las Aldeas de Arenoso y Rincón Molenillos, en Villa Riva. 
Esta cordillera está separada de la de Samaná por una franja pantanosa de unos 12 kilómetros de ancho, conocida con el nombre de Pantanos del Gran Estero. La Cordillera Septentrional es relativamente joven. Todas, o casi todas sus formaciones geológicas datan del Terciario, o sea de 1 a 60 millones de años. 
Al iniciarse cerca de Montecristi, comienza en una serie de colinas bajas, que van ascendiendo a medida que se avanza hacia el Este. Primero aparece el pico Murazo o Jicome, frente a la población de Esperanza y al central azucarero de esa población. 
Este no es el pico más alto de esa cordillera, pero es de los mayores, ya que tiene 1020 m de altura. Siempre viajando hacia el Este, la cordillera culmina en la montaña de Diego de Ocampo. Esta es la altura de mayor categoría en esta cordillera, con 1250 m. Esta montaña se destaca, majestuosamente, frente a Santiago de los Caballeros. 
Después del Diego de Ocampo aparece en la cordillera El Peñón, frente a la población de Tamboril, con 1100 m. En sus inmediaciones se encuentra ámbar, una resina fósil de pinos que existieron en la cordillera en el Mioceno. 
Más al Este, frente a la ciudad de Moca, la cordillera presenta El Mogote, con 970 metros. En sus inmediaciones hay grandes plantaciones de café. Finalmente, encontramos la loma Quita Espuela, frente a San Francisco de Macorís, con 943 m de elevación. 
A partir de esta montaña la cordillera comienza a descender hasta desaparecer en bajas colinas al llegar a los pantanos del Gran Estero, que se localiza en el istmo de Samana. 
Citamos aquí la montaña Isabel de Torres, con 800 m de altura, a pesar de que este pico parece no pertenecer al sistema montañoso de la Cordillera Septentrional. Por lo menos está bien alejado del eje principal de la cordillera estudiada.y puede ser vista desde un mapa

### Sierra de Bahoruco
Esta sierra representa el extremo oriental de la cordillera sumergida que parte de América Central, pasa por Jamaica, cruza el canal del viento y emerge en Haití. Ya en La Española corre a todo lo largo de la península del Tiburón y llega a la República Dominicana, donde toma el nombre "Bahoruco".
Esta sierra es abrupta y difícil de poblar. En sentido general encontramos montañas de más de 2000 m de altura. La mayor es el Aguacate, que alcanza 2100 m. y se localiza en la misma línea fronteriza. 
La sierra de Bahoruco es rica en minerales. En la ladera Norte están los grandes depósitos de sal y yeso. En la ladera Sur de esta sierra hay profundas capas de tierras rojas, ricas en alúmina de donde se extrae la bauxita. 
Lo más impresionante desde el punto de vista de relieve, es una serie de terrazas de origen marino que parte de la costa, cerca de Cabo Falso, hasta alcanzar la sierra. Algunas de estas terrazas se encuentran a más de 300 metros de altura, según O. Cucurullo. 

### Sierra de Neiba
Esta sierra está separada de la Cordillera Central por el Valle de San Juan, y separada de la Sierra de Bahoruco por el valle de Neiba. Su extensión en territorio dominicano es de unos 100 kilómetros aproximadamente. En Haití se continua en las sierras de Trou d'Eau. 
Como casi todas las sierras y cordilleras dominicanas, su orientación es de Noroeste-Sudeste, pero en su extremo oriental hace un viraje hacia el Sur y forma la Sierra de Martín García, que se hunde en el Mar Caribe. 
En el relieve de la Sierra de Neiba se observan fenómenos cársicos, los que originan un drenaje subterráneo. Igualmente, cuando se mira esta sierra desde el lado Sur del valle de Neiba, se descubren conos de deyección, o sea, acumulaciones de materiales aluvionales y escombros que han bajado de la sierra desde edades muy remotas. 
Su mayor altura es el Monte Neiba, con 2260 m, que se localiza en el mismo punto de división de las provincias Independencia, Baoruco, San Rafael y San Juan.

## Clima y otros factores

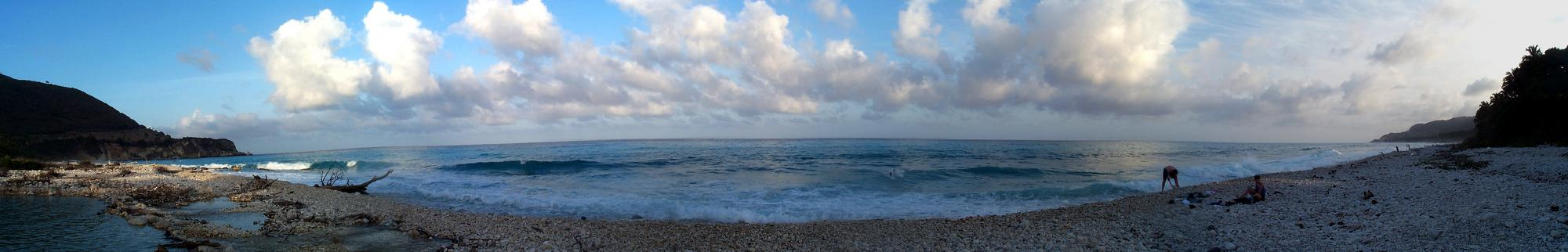
Una playa en la provincia de Barahona.

La República Dominicana posee un clima tropical en su mayoría, pero es de unos 25 °C, en las montañas más altas de -10 °C a 15 °C, y en otros lugares como los grandes valles 20 °C. Las estaciones no cambian mucho, pero se puede encontrar cambios significativos como, la primavera es seca, pero verde, florece todo el país, las temperaturas suelen ser frescas al principio y ligeramente cálidas al final. El verano es húmedo, lluvioso y caluroso con temperaturas entre 24 °C a 32 °C. El otoño en algunos árboles se tornan un poco amarillentos y otros como el nogal y el almendro suelen cambiar sus hojas, al principio es caluroso  y al final ligeramente fresco. El invierno es muy frío en zonas de gran altitud y fresco en la costa con temperaturas de entre 24 °C a 18 °C, aparte de que comienza la temporada seca. Algunos árboles tienen hojas secas y otros siguen verdes, el mes más frío es enero. La temperatura más alta ha sido en mayo de unos 40 °C, y la más baja de unos -12 °C en Valle Nuevo, lo cual hace que esta sea la más baja del Caribe insular. En áreas como el Valle del Cibao y el noroeste del país se pueden volver comunes los tornados, especialmente en verano, y en áreas como Pedernales y la Hoya de Enriquillo son comunes las sequías y altas temperaturas. Los vientos alisios ayudan a mitigar el calor en los meses de verano y ayudan a traer aire frío desde el norte en invierno.
Como en la mayor parte del Caribe, entre los meses de junio y octubre el país es propenso a sufrir ciclones y huracanes. Un ejemplo fue el Huracán George.

## Área y posición de Santo Domingo
El área de la isla Santo Domingo es de unos 77 000 kilómetros cuadrados, de los cuales 48 442 km² pertenecen a la República Dominicana, incluyendo las islas adyacentes.
También se dan como cifras de longitud y anchura: la primera, desde Cabo Engaño, al este, al extremo más occidental de la línea fronteriza; Las Lajas, 390 kilómetros y de ancho: de Cabo Isabela al norte a Cabo Beata al sur, 261 km.
Si se toma el meridiano de Greenwich, que pasa por Londres, como referencia, la República Dominicana está situada entre los meridianos 68°O y 72° O; más exactamente, entre 68°20′ y 72°1′, longitud Oeste. 
Como el meridiano 70° pasa por Haina, cerca de Santo Domingo, ese debería ser el que se tomara para fijar la hora oficial en todo el territorio. Pero, por acuerdo internacional, se ha adoptado el meridiano 75°W, que pasa por el poniente haitiano.

## Biodiversidad

### Flora
- Árboles nativos
  - Almácigo
  - Baitoa
  - Caimito
  - Caoba
  - Ceiba
  - Guayacán
  - Guáyiga (hierba)
  - Jagua
  - Mamey
  - Roble
  - Uva de Playa
  - Mangle blanco
  - Mangle botón
  - Mangle prieto
  - Mangle rojo
- Especies endémicas
  - Aceituno
  - Canelilla de Oviedo
  - Cotoperí
  - Ébano verde
  - Palma cana
  - Palma real
  - Pereskia quisqueyana (arbusto)
  - Pino criollo
  - Sabina

### Fauna
- Aves
  - Nativas
    - Canario del manglar
    - Flamenco
    - Garza real
    - Gaviota

  - Endémicas
    - Barrancolí
    - Carpintero
    - Cigua amarilla
    - Cigua colaverde
    - Cigua palmera
    - Cotorra
    - Cuatro ojos
    - Cuervo
    - Chi-Cuí
    - Maroíta
    - Pájaro bobo
- Reptiles
  - Endémicos
    - Culebra verde
    - Iguana de Ricord
    - Iguana rinoceronte
    - Lagarto de Cabo Rojo
    - Lagarto terrestre (rana)
    - Sphaerodactylus ariasae

  - Nativos
    - Boa de la Hispaniola (culebra jabá)
    - Cocodrilo americano (caimán, nombre indígena)
- Tortugas
  - Endémicas
    - Jicotea

  - Gran Caribe
    - Caguamo
    - Carey
    - Tinglar
    - Verde
- Mamíferos 
  - Murciélagos
    - Endémicos
      - Phyllops haitiensis

    - Nativos
      - Artibeus jamaicensis
      - Noctilio leporinus
- Otros mamíferos
  - Endémicos
    - Jutía
    - Solenodonte

  - Gran Caribe
    - Delfín pico de botella
    - Manatí

  - Migratorios
    - Ballena jorobada

## Recursos hídricos

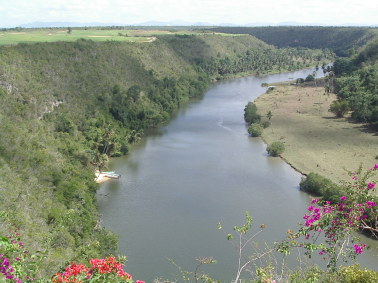
Río Chavon.

El territorio dominicano cuenta con numerosos ríos, entre los cuales se encuentran los de la lista inferior. Otro aspecto interesante de la geografía de la isla es la región sudoeste, donde se localiza el lago Enriquillo, a 30 metros por debajo del nivel del mar. O, en la Isla Cabritos, donde, según los especialistas, se encuentra la mayor reserva mundial de cocodrilo americano.
- Ríos de la Vertiente Norte (o del Atlántico):

- - Río Yabón
  - Río Yaque del Norte
  - Río Bajabonico
  - Río Yásica
  - Río Yuna
  - Río Nagua
  - Río Dajabón
  - Río Chacuey
  - Río Camu del Norte
  - Río San Juan
  - Río Boba
  - Río Joba

- Ríos de la Vertiente Sur (o del Caribe):

- - Río Yaque del Sur
  - Río Ozama
  - Río Haina
  - Río Chavón
  - Río Soco
  - Río Nizao
  - Río Baní
  - Río Nigua
  - Río Yuma
  - Río Dulce
  - Río Macorís
  - Río Ocoa
  - Río Mahoma
  - Río Mahomita
  - Río Via
  - Río Tabara
  - Río Jura
  - Río Artibonito
  - Río Biran
  - Río los Patos
  - Río San Rafael
  - Río Bahoruco

- Lagos y lagunas
  - Laguna Redonda
  - Laguna Limón
  - Lago Enriquillo
  - Laguna de Rincón
  - Laguna de Oviedo

## Recursos naturales

### Recursos minerales
En el país existen minas entre ellas: níquel, bauxita, oro, ámbar, gas natural, plata, titanio, petróleo, cobre, hierro, sal, yeso. También se explota el larimar, una pectolita de color azul que se encuentra sólo en la República Dominicana y que se utiliza en joyería. Algunos de éstos siguen sin ser explotados por presiones internacionales, como el petróleo.

### Uso de la tierra
La República Dominicana posee un terreno montañoso con fértiles valles dispersos, y la utilización de la tierra es de la siguiente manera: 
21 % de las tierras son cultivables,
9 % son tierras que poseen cultivos permanentes,
43 % son de pastos permanentes,
12 % de bosques y
el 15 % restante en otros tipos de terreno.
Tierra de regadío
2300 km² (estimación de 1993)

### Peligros naturales
Está en el medio del cinturón de huracanes, y está sujeta a severas tormentas desde junio a octubre; ocasionales inundaciones y periódicas sequías.

## Reservas naturales
- Parques nacionales: 
  - Parque nacional Los Haitises
  - Parque nacional Monte Cristi
  - Parque nacional Isla Cabritos
    - Lago Enriquillo

  - Parque nacional Sierra de Bahoruco
  - Parque nacional Jaragua
  - Parque nacional José Armando Bermúdez
  - Parque nacional José del Carmen Ramírez
  - Parque nacional Juan Bautista Pérez Rancier (Valle Nuevo)
- Reservas científicas:
  - Reserva Científica Ébano Verde
  - Salto de Aguas Blancas
  - Loma Quita Espuela